# Associação Católica de Bem-Estar do Oriente Próximo
A Associação Católica de Bem-Estar do Oriente Próximo (abreviada CNEWA, pronunciado "k-NAY-wah" /kneɪwɑː/) é uma agência papal estabelecida em 1926 e dedicada a dar apoio pastoral e humanitário ao nordeste da África, Oriente Médio, Europa e Índia. A CNEWA opera especificamente em áreas de pobreza em massa concentrada, guerra e deslocamento, proporcionando dignidade humana e atendendo às necessidades básicas de populações vulneráveis. Como organização católica, a CNEWA utiliza a rede de Igrejas Católicas Orientais e irmãs religiosas dedicadas para fornecer o apoio humanitário mais eficaz e holístico, independentemente do credo ou afiliação religiosa. Como as irmãs da CNEWA afirmaram: "Nós não ajudamos as pessoas porque elas são cristãs. Nós as ajudamos porque somos."
Os escritórios regionais da CNEWA empregam moradores locais que colaboram com igrejas locais e instituições cristãs para identificar necessidades e implementar soluções como meio de 'trabalhar desde o início'. A CNEWA esteve presente em áreas que foram recentemente voláteis, como Síria, Iraque e Palestina, e suas operações respondem rapidamente às necessidades em constante mudança das pessoas. Com uma classificação de 95,43 no Charity Navigator, a CNEWA fornece 86,6% de seus fundos arrecadados para apoio programático.
Em junho de 2011, Monsenhor John E. Kozar foi nomeado Presidente da CNEWA e da Pontifícia Missão para a Palestina pelo Arcebispo Timothy Michael Dolan, Presidente da Conferência dos Bispos Católicos dos Estados Unidos e Arcebispo da Arquidiocese de Nova York. A nomeação foi confirmada pelo Papa Bento XVI em setembro de 2011. Kozar se aposentou em junho de 2020 e foi sucedido por Mons. Peter Vaccari, como presidente da CNEWA/PMP. A sede da CNEWA está na cidade de Nova York.

## História

### Primeiros anos
Na esteira da destruição da Primeira Guerra Mundial, o Papa Bento XV e mais tarde o Papa Pio XI, reconheceram a necessidade de ajuda espiritual e material em toda a Europa. Este impulso para o alívio foi especificamente orientado para a Rússia e a Europa Oriental, pois experimentaram uma série de fomes entre 1921 e 1923.
Em 1924, um dinâmico capelão irlandês que serviu as tropas britânicas durante a Primeira Guerra Mundial, Monsenhor Richard Barry-Doyle chegou a Nova York a mando do padre Paul Wattson, um frade franciscano da Penitência, que recrutou o padre para arrecadar fundos para o atividades humanitárias do bispo greco-católico George Calavassy, o exarca apostólico em Constantinopla.
Em 1926, o Papa Pio XI uniu as organizações católicas que trabalhavam na região sob a "Associação Católica de Bem-Estar do Oriente Próximo", centralizando e fortalecendo a ajuda católica. Em vez de ser especificamente orientada para a Rússia, a organização expandiu-se rapidamente para cobrir a totalidade do que era então conhecido como "Oriente Próximo".

### Pontifícia Missão para a Palestina
O Papa Pio XII em 1949, no rescaldo da Guerra Árabe-Israelense de 1948, formou a Pontifícia Missão para a Palestina para concentrar os esforços de socorro na Palestina, sob a administração da CNEWA. As operações de emergência temporárias continuaram à medida que a região se desestabilizou ainda mais, enquanto a CNEWA se expandiu para o Líbano e o Iraque em resposta às suas respectivas crises nacionais.

### Nos Dias de Hoje
Em junho de 2011, Monsenhor John E. Kozar foi nomeado pelo Arcebispo Timothy Michael Dolan, Presidente da Conferência dos Bispos Católicos dos Estados Unidos e Arcebispo da Arquidiocese de Nova York, como Presidente da CNEWA e da Pontifícia Missão para a Palestina. A nomeação foi confirmada pelo Papa Bento XVI em setembro de 2011.

## Missão
A missão da CNEWA afirma que existe para “edificar a igreja, afirmar a dignidade humana, aliviar a pobreza, encorajar o diálogo – e inspirar esperança”.

### Acompanhando a Igreja
A CNEWA ajuda a formar lideranças eclesiásticas financiando seminários e casas religiosas de formação, capelanias universitárias, programas de formação de catequistas leigos, estudos avançados para clérigos e líderes religiosos e bolsas de estudo para padres e líderes religiosos. A CNEWA também ajuda as igrejas locais reparando instalações paroquiais danificadas, financiando programas de assistência às igrejas locais, financiando iniciativas pastorais para refugiados e financiando programas de formação de jovens.

### Respondendo às necessidades humanas
Ao longo das diversas áreas em que a CNEWA trabalha, existem algumas necessidades comuns que a CNEWA aborda repetidamente. Por exemplo, iniciativas de cuidados infantis como escolas, orfanatos, programas de alimentação, centros para crianças com necessidades especiais e práticas de cuidados de saúde infantil são financiadas pelos programas da CNEWA. A CNEWA também ajuda a cuidar dos marginalizados da sociedade financiando programas de cuidados paliativos, programas para refugiados e imigrantes e iniciativas para idosos, abandonados e negligenciados. A CNEWA ajuda a fornecer ajuda emergencial, como pacotes de alimentos, roupas de cama, primeiros socorros e kits sanitários para áreas afetadas por guerras, convulsões sociais ou desastres naturais. Por fim, a CNEWA ajuda a financiar programas de sustentabilidade voltados para ajudar a sociedade a longo prazo, como escolas ou programas de treinamento vocacional, iniciativas empresariais e iniciativas de autossuficiência.

## Pontifícia Missão para a Palestina

### História
A Pontifícia Missão para a Palestina é uma agência especial da Santa Sé, fundada pelo Papa Pio XII em junho de 1949 para ajudar os refugiados palestinos. O presidente fundador da Missão foi Monsenhor Thomas McMahon.
A Missão tornou-se a agência de ajuda e desenvolvimento da Santa Sé para Israel, Faixa de Gaza, Cisjordânia, Jordânia, Iraque, Líbano e Síria. A Missão é administrada pela CNEWA, cuja sede fica na cidade de Nova York. A Missão também tem um escritório na Cidade do Vaticano e escritórios de campo em Beirute, Jerusalém e Amã.

Em 16 de julho de 1974, Paulo VI enviou uma carta ao Presidente da Pontifícia Missão para a Palestina, Monsenhor John G. Nolan, na qual se referia pela primeira vez aos palestinos, afirmando:
O trabalho da Missão para a Palestina foi um dos sinais mais claros da preocupação da Santa Sé pelo bem-estar dos palestinos, que nos são particularmente queridos porque são pessoas da Terra Santa, porque incluem seguidores de Cristo e porque foram e ainda estão sendo tão tragicamente tentados. Expressamos novamente nossa sincera participação em seus sofrimentos e nosso apoio às suas legítimas aspirações. Que a nossa solicitude paterna traga conforto e alento, especialmente aos refugiados, que há anos vivem em condições desumanas.

 Infelizmente, tal estado de coisas produziu em muitos palestinos um sentimento de frustração e, em alguns, tanta angústia e desespero que os levou a atos de protesto violentos que, com tristeza, fomos forçados a deplorar vigorosamente. Parece-nos, no entanto, que este é o momento para todos os palestinianos olharem para o futuro com uma atitude construtiva, solidária e responsável, à medida que se torna cada vez mais forte a esperança de que os seus problemas particulares serão encontrados durante a paz no Oriente Médio.
Em 2006, o Presidente da Missão era o Arquimandrita Robert L. Stern, e o Vice-Presidente era o Corebispo John D. Faris.

## Áreas

### Médio Oriente
A CNEWA tem escritórios em Beirute, Líbano, Amã, Jordânia e em Jerusalém que supervisionam o trabalho no Líbano, Jordânia, Israel-Palestina, Egito, Iraque e Síria. A CNEWA trabalha com igrejas locais e irmãs religiosas para fornecer o apoio mais eficaz no terreno, entregando um total de US$ 36.568.166 para a região.

### Nordeste da África

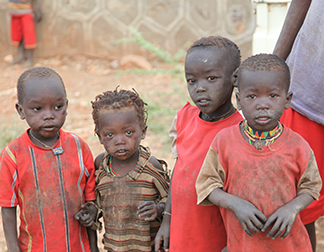
Um grupo de crianças pequenas se reúne em uma vila na Etiópia.

A CNEWA trabalha em todo o Egito e no Chifre da África. A CNEWA tem um papel ativo na prestação de ajuda durante secas e más colheitas, bem como deslizamentos de terra, e liderou esforços no campo educacional na Etiópia e além. O escritório da CNEWA em Beirute lidera suas iniciativas no Egito, enquanto seu escritório em Adis Abeba lidera iniciativas em todo o Chifre da África.

### Índia
A CNEWA é uma organização sem fins lucrativos líder em toda a Índia, com seu escritório sediado em Ernakulum, fornecendo necessidades básicas aos necessitados, como alimentos, roupas, educação e saúde. Ao mesmo tempo, a CNEWA trabalha na formação de seminaristas e noviços para liderar a comunidade espiritual.

### Europa Oriental
A CNEWA apoia programas em toda a Ucrânia, Geórgia, Armênia e Romênia, cuidando dos marginalizados e revitalizando seu espírito. O foco da agência nesta região tende a ser as populações idosas abandonadas e a formação de seminaristas.

## Outras referências
- «Catholic Near East Welfare Association (CNEWA)». Charity Navigator. Consultado em 27 de fevereiro de 2018
- «CNEWA». Archdiocese of New York. eCatholic. 5 de abril de 2016. Consultado em 27 de fevereiro de 2018
- «Regional Overview». Syrian Regional Refugee Response. Consultado em 27 de fevereiro de 2018
- Gallagher, Tom (31 de julho de 2014). «CNEWA launches appeal to aid fleeing Iraqi Christian families». National Catholic Reporter. National Catholic Reporter Publishing Company. Consultado em 27 de fevereiro de 2018